# ردیابی فرایند
ردیابی فرایند روشی است که برای توضیح تغییر و علیت و ارزیابی و ایجاد نظریه ها در علوم اجتماعی استفاده می شود.  این روش در روانشناسی ،  علوم سیاسی ،  یا مطالعات کاربردپذیری مورد استفاده قرار گرفته است.
در مطالعات ردیابی فرایند ، چندین نقطه داده در مقایسه با روشهای ساده ورودی-خروجی ، جایی که فقط یک اندازه گیری برای هر کار در دسترس است، جمع آوری می شود.